# پروانه‌ماهی خط‌خطی
پروانه‌ماهی خط‌خطی (نام علمی: Chaetodon lineolatus) نام یک گونه از تیره پروانه‌ماهی است.